# Luciola
Pour les articles homonymes, voir Luciole.
Genre
Luciola (les lucioles) est un genre d'insectes coléoptères de la famille des Lampyridae, de la sous-famille des Luciolinae, de la tribu des Luciolini, capables de produire de la lumière jaune-verdâtre aussi bien à l'état adulte que larvaire.

## Dénomination
En français, le nom vernaculaire « luciole » est attribué aux espèces du genre Luciola mais aussi à d'autres genres de la sous-famille des Luciolinae et parfois même — par extension — à des genres de la sous-famille des Lampyrinae (au lieu de « lampyre » stricto sensu).

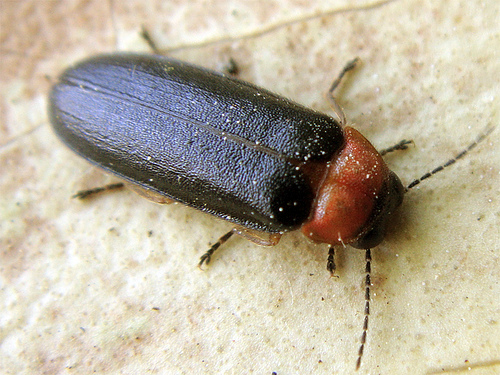
Luciola lusitanica ♂.

Le genre Luciola est représenté en Europe notamment par l'espèce Luciola (Luciola) lusitanica (Charpentier, 1825).

## Description
La femelle, bien que pourvue d'ailes, ne vole pas. Elle se distingue du mâle par une tête plus étroite et un abdomen plus pointu.

## Cycle reproductif
Dans l'hémisphère nord, les larves cessent de se nourrir en mai ou juin, se transforment en nymphe d'où émergera un coléoptère adulte.
Les mâles, en groupes, émettent en vol un signal lumineux assez puissant sous forme d'éclairs répétés. Leurs gros yeux noirs sont très sensibles à la lumière, repèrent la lumière émise par les femelles et permettent ainsi aux couples de se trouver pour assurer la reproduction. 
Les œufs et les larves peuvent aussi émettre de la lumière. 

## Mode de production et de contrôle de la lumière

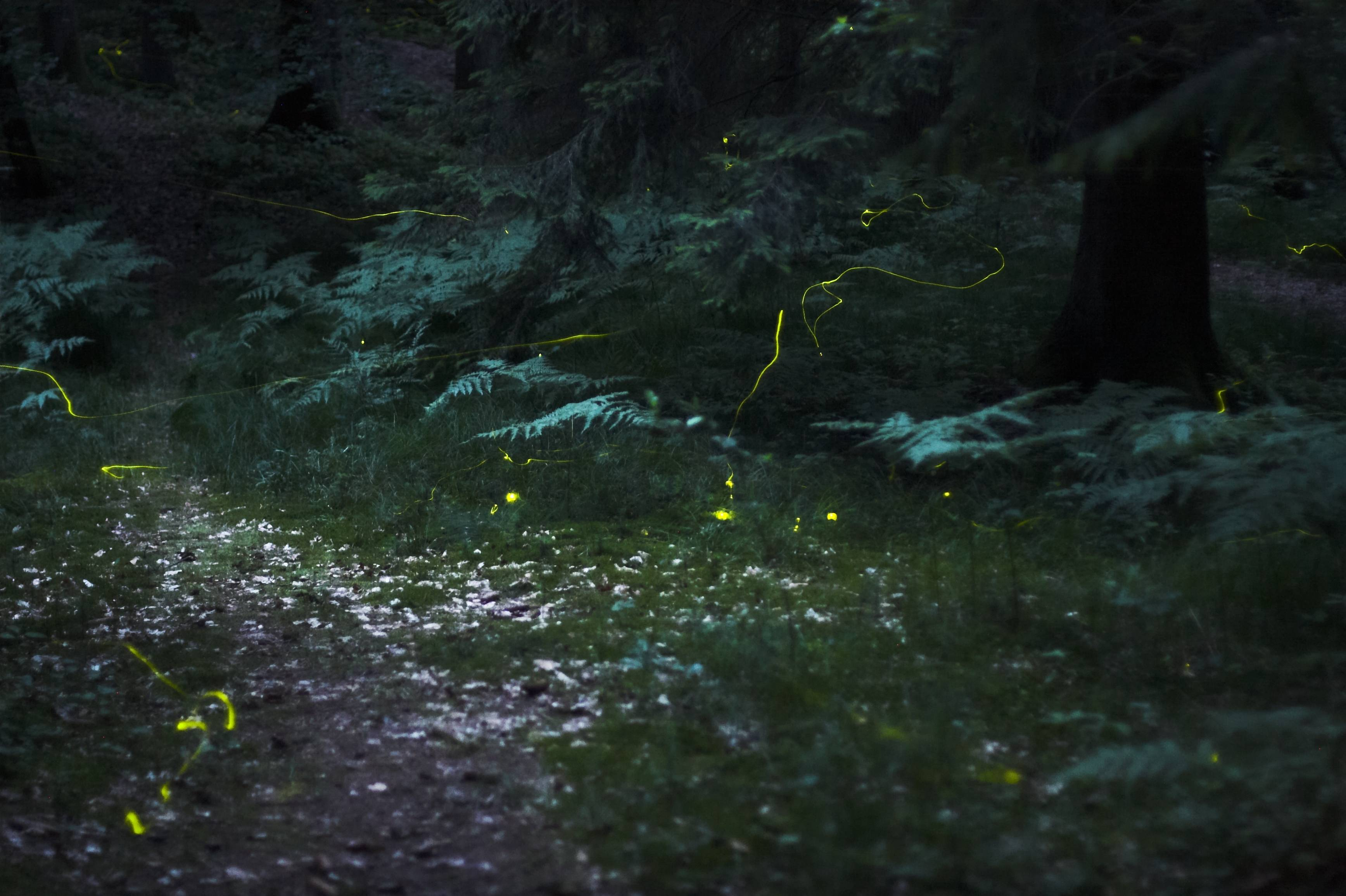
Les traits jaunes matérialisent le vol de lucioles, qu'il est de plus en plus rare d'apercevoir dans les zones urbanisées ou d'agriculture intensive.

Le biologiste Raphaël Dubois a montré en 1887, que la réaction était due à une enzyme, la luciférase, agissant sur un substrat, la luciférine, avec nécessité de présence de dioxygène. En fait les molécules correspondant à la luciférase et luciférine varient selon les espèces. W.D. McElroy a plus tardivement montré que l’émission de « lumière froide » nécessitait aussi deux cofacteurs ; l'ATP Adénosine triphosphate (ou Acide adénosine triphosphorique) et un minéral (le magnésium). On a d’abord cru que l'ATP était la source de l’énergie, mais pour ensuite démontrer qu’il joue plutôt un rôle de catalyseur en se liant avec le magnésium, la bioluminescence étant alimentée par une suite de réactions d’oxydoréductions. 
On a enfin montré (étude de l'Université de Tufts) que ce sont des molécules d'oxyde nitrique émises par l'organisme qui contrôlent l'interruption du signal lumineux à un rythme clignotant propre à chaque espèce.

## Menaces
Comme tous les Lampyridae, les espèces du genre Luciola sont sensibles aux insecticides, à la régression de leurs proies et de leurs habitats, mais semble-t-il aussi au phénomène dit de « pollution lumineuse ». Il faut 5 000 lucioles environ pour produire une lumière équivalente à celle d'une bougie. L'éclairage artificiel peut perturber les lucioles comme il perturbe de nombreuses autres espèces nocturnes. Certains individus sont également attirés et « piégés » par des leds émettant dans certaines longueurs d'onde.

## Bioindicateur?
Une présence importante de lucioles semble pouvoir être considérée comme un des indicateurs de bon état de naturalité de l'environnement nocturne.
Autrefois des groupes de milliers de lucioles pouvaient être aperçus sur et autour d'un arbre, aux abords d'un ruisseau. C'est un phénomène devenu très rare hormis dans des lieux éloignés de l'agriculture, des villes et dépourvus d'éclairage artificiel.

## Sciences participatives
Les lampyres, ou vers luisants (genre voisin, Lampyris) et les lucioles sont l'objet de recherches dans beaucoup de pays européens. Il s'agit de mieux comprendre les raisons de l'apparente régression de leurs populations.
Un programme de science participative français permet à chacun de signaler la présence de vers luisants ou de lucioles dans son jardin. Il est ainsi possible d'aider les chercheurs du CNRS et du Groupe Associatif Estuaire dans leur étude.